# Ola Salo
Ola Salo (nacido como Rolf Ola Anders Svensson el 19 de febrero de 1977, Avesta, Suecia), es un cantante y músico sueco, más conocido por su trayectoria en la banda sueca de glamrock The Ark. Tras la separación de The Ark participó en varios proyectos como por ejemplo la versión sueca de Jesus Christ Superstar, la versión sueca de The Voice (donde fue parte del jurado) y el programa Så Mycket Bättre. Actualmente ejerce como solista y desde 2020 está de vuelta con The Ark.

## Biografía
Ola nació en Avesta en 1977 y es hijo del cura protestante Lars Svensson y la enfermera Brigitta Svensson. Junto a sus padres y cuatro hermanos se mudó a Rottne (Municipio de Växjö) donde pasó su infancia y juventud. Fue allí donde junto a Jepson y Leari, forman oficialmente la banda de The Ark.
Ola escribe la mayoría de las letras de las canciones del grupo, y sobre cosas que realmente una banda puede cantar-Amor.
Su grupo consigue un gran éxito internacional en el año 2000 con su álbum We are the Ark, con la canción It Takes a Fool to Remain Sane, la canción fue escrita por Ola tras ver la película danesa Idioterme (Los idiotas).
En octubre de 2006 durante la inauguración de la nueva embajada sueca en Washington, The Ark actuó.
Como un avión volando muy a ras de suelo, Ola dijo:-En este país no sabeis de donde vienen estos aviones, bueno si la dirección correcta para uno de ellos ... ,indicando al aeropuerto, pero entonces añadió: -A la Casa Blanca que se parece a la dirección de dichos aviones.... Esto causó una gran conmoción porque muchos periódicos lo interpretaron como si deseara que un avión chocara contra la Casa Blanca.
Más tarde Ola dijo que lo que dijo era una broma y que se sentía muy mal por haberlo dicho. Al final el grupo terminó por cancelar casi todos sus conciertos en los EE. UU.
El 10 de marzo de 2007, The Ark gana un premio en el Melodifestivalen 2007, y fue a representar a Suecia en Eurovisión de ese mismo año, es decir en el festival de Eurovision 2007.
En 2015 lanza su primer álbum como solista titulado "Wilderness" que alcanzó la segunda posición en las listas suecas.
A principios del 2020 anunció, junto a los otros integrantes, el regreso oficial de The Ark

## Vida personal
Ola Salo es vegetariano y bisexual.
Desde 2009 está casado con Anneli Pekula con la que actualmente tiene dos hijas.

## Discografía

### The Ark

#### Álbumes
- 2000 - We Are The Ark
- 2002 - In Lust We Trust
- 2004 - State of the Ark
- 2007 - Prayer for the Weekend
- 2010 - In Full Regalia
- 2011 - Arkeology

#### EP
- The Ark - 1996

#### Sencillos
- 2000 - Let Your Body Decide
- 2000 - It Takes a Fool to Remain Sane
- 2000 - Echo Chamber
- 2001 - Joy Surrender
- 2002 - Calleth You, Cometh I
- 2002 - Father of a Son
- 2002 - Tell Me this Night is Over
- 2003 - Disease
- 2004 - One of Us is Gonna Die Young
- 2005 - Clamour for Glamour
- 2005 - Trust is Shareware
- 2007 - Absolutely No Decorum
- 2007 - The Worrying Kind
- 2007 - Prayer for the Weekend
- 2007 - Little Dysfunk You
- 2010 - Superstar
- 2010 - Stay with Me
- 2011 - Breaking Up With God
- 2011 - The Apocalypse is over
- 2011 - Panta Mera

### Solista

#### Álbumes
- 2015 - Wilderness

#### Sencillos
- 2014 - I Got You (ft. Kleerup)
- 2015 - How I Kill
- 2017 - I Call Your Name